# John Stith Pemberton
John Stith Pemberton (Knoxville, Georgia, 1831. július 8. – Atlanta, Georgia, 1888. augusztus 16.) amerikai gyógyszerész, a Coca-Cola feltalálójaként és a The Coca-Cola Company alapítójaként vált ismertté. 1886 májusára készítette el a híres ital korai változatát, amely később világhírnévre tett szert. Röviddel a halála előtt azonban eladta a szabadalmat.

## Háttere
1831. július 8-án született, az Egyesült Államokban található Georgia állam Knoxville nevű településén, majd gyerekkorának nagy részét szintén az államban töltötte, Rome városában. Szülei James C. Pemberton és Martha L. Gant.
Tanulmányait a Macon városi Reform Medical College of Georgia főiskolán végezte, ahol orvostudományt, és gyógyszerészetet tanult. 1850-ben, 19 évesen megszerezte az engedélyt, hogy gyógyszerészként praktizálhasson.
Ez idő tájt találkozott Ann Eliza Clifford Lewis-zal, aki a Wesleyan College hallgatója volt. 1853-ban, Columbus-ban házasodtak össze. Egyetlen gyermekük, Charles Ney Pemberton 1854-ben született. A Columbus városbeli Pemberton House-ban éltek, Georgia államban.
Az amerikai polgárháború alatt a Georgia Állami Őrség Harmadik Lovas Zászlóaljában teljesített szolgálatot, ami akkor a Konföderációs Államok Hadseregének része volt. Ez idő alatt alezredesi rangot szerzett.

## A Coca-Cola megalapítása
1865 áprilisában egy ütközet során szablyával okozott mellkasi sérülést szenvedett. Fájdalmait morfiummal próbálta enyhíteni, és hamarosan a szer függőjévé vált.
1866-ban, miközben megoldást keresett függősége megszüntetésére, fájdalomcsillapítókkal kezdett el kísérletezni, amik ópiummentes alternatívaként szolgálhattak volna a morfium helyett.
Első receptje a Dr. Tuggle's Compound Syrup of Globe Flower nevet kapta, amely fő alkotóeleme a Cephalanthus occidentalis latin nevű mérgező növény volt, aminek Alaszka természetes élőhelye.
Következőre kokacserjével, és ún. „coca wine”-nal (bor és kokain keveréke)  kísérletezett, végül megalkotta receptjét, aminek a Pemberton's French Wine Coca nevet adta. A recept alkotóeleme volt többek között a kóladió kivonat, és a damiána is.
Ebben az időben a drogfüggőség, a depresszió, és az alkoholizmus jellemző volt a háborús veteránokra, és a társadalom nem tulajdonított nagy jelentőséget ennek. Pemberton készítményét nőknek, és olyan ülőmunkát végzőknek hirdették, akik súlyos levertségben szenvednek.
1886-ban, mikor Atlanta Fulton megyéjében elfogadtak egy alkohollal szembeni mértékletességet célzó törvényjavaslatot, Pemberton arra kényszerült, hogy elkészítse a French Wine Coca alkoholmentes változatát. Pemberton Willis E. Venable gyógyszertár tulajdonos segítségére támaszkodott, hogy együtt tökéletesítsék a receptet. Venable segítségével megalkották az ital elkészítéséhez szükséges utasítás sort, amely leegyszerűsítve abból állt, hogy a bázis szirupot szénsavas vízzel keverik össze. Pemberton ezután úgy döntött, hogy az italt nem gyógyszerként, hanem üdítőitalként árulja tovább.
A Coca-Cola elnevezés ötletét Frank Mason Robinson vetette fel, annak alliteratív hangzása miatt, ami akkoriban gyakori volt a boralapú gyógyszerkészítmények között. Habár a név egyértelműen az ital két fő összetevőjére, a kóladióra, és a kokacserjére (aminek hatása kis mennyiségben fogyasztva nem egyezik meg a tiszta kokain hatásával) utal, a The Coca-Cola Company az ital kokain tartalmával kapcsolatos félreértések miatt közleményt adott ki, amiben azt állították, hogy a név "jelentés nélküli, de játékos". Szintén Robinson nevéhez fűződik a Coca-Cola kézzel írott logójának megalkotása is.
Pemberton állításai szerint rengeteg pozitív egészségügyi hatással bírt az ital, többek között a fejfájás és a kimerültség ellenszerének nevezte azt, ami nyugtató hatással van az idegrendszerre. "Finom, frissítő, felvidító, és élénkítő" italként reklámozta.

## A vállalat eladása

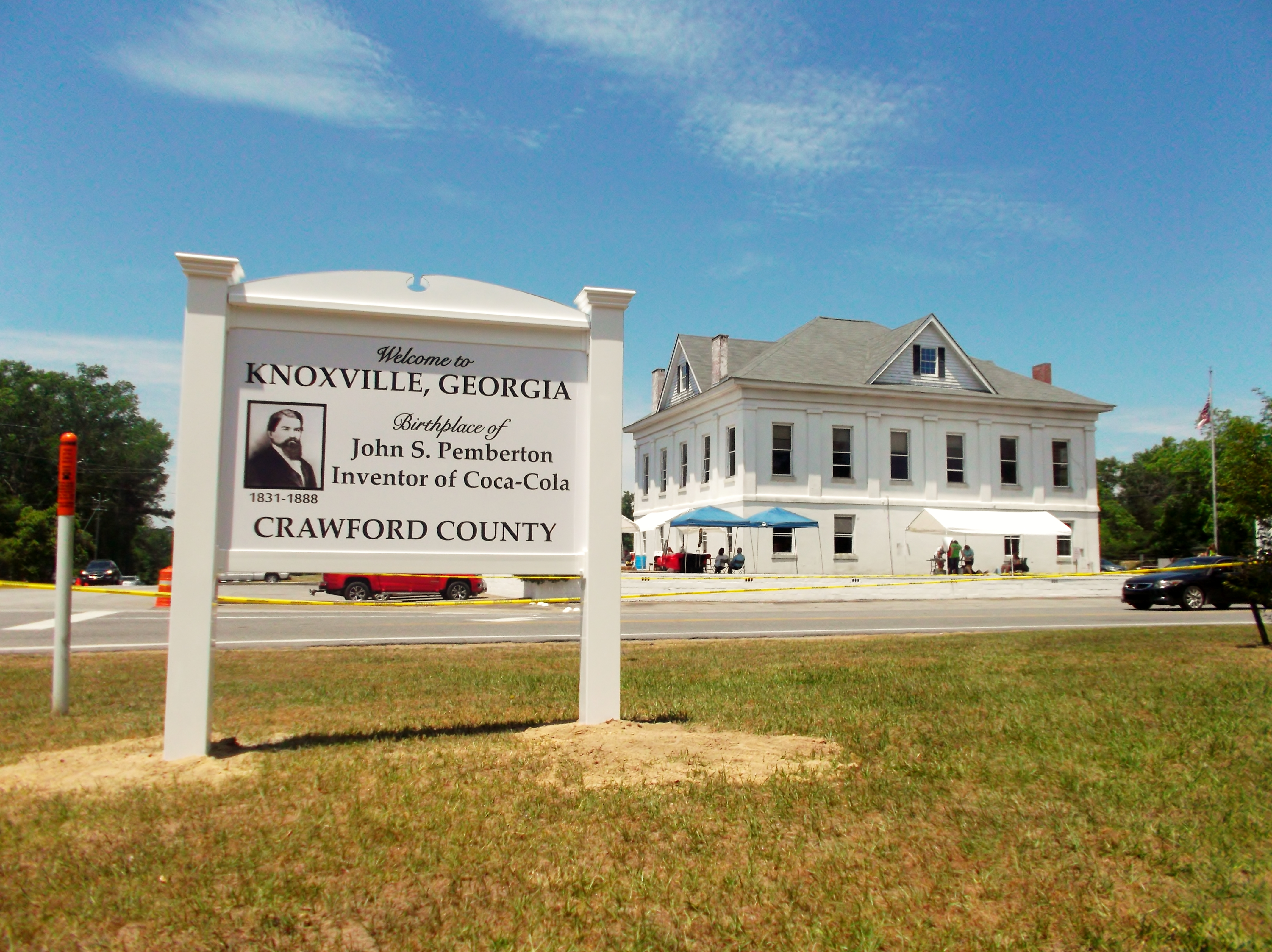
Tábla a Georgia állambeli Knoxville-ben, ami John Pembertonnak állít emléket.

Nem sokkal azután, hogy a Coca-Cola nagyobb népszerűségre tett szert a piacon, Pemberton megbetegedett, és hamarosan csődbe jutott. Kétségbeesésében eladta a receptet atlantai üzletfeleinek, 1750 dollárért. Részben az eladás motivációi közé tartozott folytatódó morfiumfüggősége is, ami nem kevés pénzt emésztett fel. Pemberton ekkor úgy érezte, hogy "a receptből egykor nemzeti ital válhat majd", így az üzlet egy részét fiának adományozta.
Pemberton fiának azonban pénzre volt szüksége, így 1888-ban ő és apja a szabadalom fennmaradó részét is eladták Asa Candler atlantai üzletember részére.

## Halála

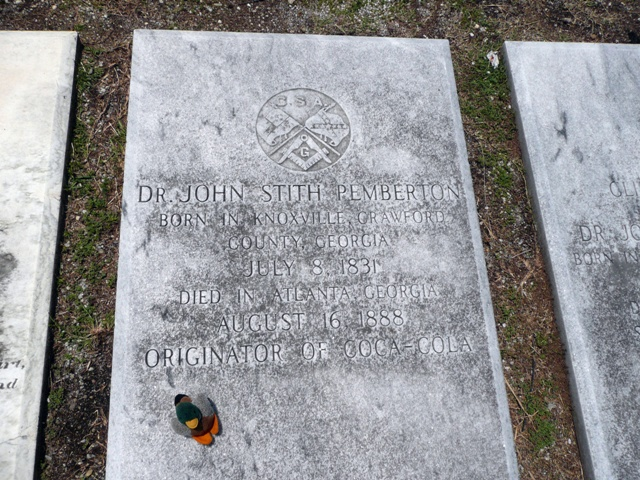
John Pemberton sírja

John Pemberton 57 évesen, 1888 augusztusában halt meg gyomorrákban. Halála idejére újra eladósodott, és továbbra is morfiumfüggőségben szenvedett. Testét a Georgia állambeli Columbus-ba szállították, ahol a Linwood temetőben helyezték végső nyugalomra. Sírkövén különböző szimbólumok találhatóak, amelyek hadi szolgálataira és szabadkőműves mivoltára utalnak, amire büszke is volt. Fia, Charley folytatta a Coca-Cola receptjének árusítását, de 6 évvel később ő is elhunyt. Maga is ópium használó volt.

## A kultúrában
2000-ben, a Futurama című animációs sorozat egyik szereplőjeként tűnt fel, mint "a fickó, aki feltalálta a Coca-Colát", és egyike volt azoknak, akiknek mindenképp el kell hagyniuk Atlantát, mielőtt elárasztja azt az Atlanti-óceán.
2010-ben a The Coca-Cola Company egy reklámkampánnyal tisztelgett Pemberton emléke előtt, ami a "Secret Formula" (titkos recept) nevet kapta. A középpontban a Coca-Cola titkos összetevői álltak, és Pemberton karakterét arra használták fel, hogy az emberekkel jobban megismertessék a Coca-Cola történetét, és történelmét.
2013-ban Pembertont Bill Hader ábrázolta a hazánkban Tömény történelem névvel ismert sorozat amerikai megfelelőjében (Drunk History), a Comedy Central televíziócsatornán.
A Manic Street Preachers nevű wales-i rockegyüttes Know Your Enemy című albuma tartalmaz egy szarkasztikus hangvételű zeneszámot "Freedom of Speech Won't Feed My Children" címmel, amiben elhangzik, hogy "J.S. Pemberton megmentette az életünket".
A FALLOUT című videójáték-sorozatban szereplő Nuka-Cola egy John-Caleb Bradberton nevű kitalált emberkarakter találmánya. A név John Pemberton, és a Pepsi kitalálójának, Caleb Bradham-nak a nevéből ered. A karakter kinézete szintén emlékeztet mindkét emberre.

## Fordítás
Ez a szócikk részben vagy egészben  a   John Pemberton című angol Wikipédia-szócikk ezen változatának fordításán alapul.  Az eredeti cikk szerkesztőit annak laptörténete sorolja fel. Ez a jelzés csupán a megfogalmazás eredetét és a szerzői jogokat jelzi, nem szolgál a cikkben szereplő információk forrásmegjelöléseként.